# Dead End City
Dead End City er en dansk gruppe (band), der spiller hård electro rock.

## Biografi

### 2007
Dead End City (dengang Slumville) blev dannet i foråret 2007 af Nikolaj Kindtler, Mads Donkin, Tue Johanson og Anton Bak.
Bandet startede med at øve covernumre (eks. MUSE og Kashmir) under en skole i Nordsjælland (Humlebæk). 
Efter et par uger kom guitarist Anton Bak med et hjemmelavet riff, der hurtigt blev til sangen "Tranny Road" (vers riffet blev senere brugt i "Shout Break Scatter Curse"). Derfra begyndte bandet at blive mere seriøst omkring deres musik, forventningerne og seriøsiteten omkring bandet steg brat.

### 2008
Bandet spillede deres første koncert til en 40 års fødselsdag. Derefter fulgte koncerter på bl.a. Klauzdal (Herlev) og Toldkammeret (Helsingør).
I efteråret vandt bandet en rock konkurrence (Rock Battle) mod fem andre bands (Scarlet Pleasure, Do Not Try This At Home, Avisitor, Morten Boel Project, Abraxas), Vinderen blev kåret af et dommerpanel bestående af musikerne Henrik Launbjerg, Jacob Moth, Al Agami. Præmien I konkurrencen var 25.000 kr. til indspilning af 200 promotion cd’er i professionelt studie. Dette resulterede i to af numrene fra Discharge indspillet i Axsis Mundi Studiet (se 2009). I efteråret 2009 kom Bandets femte mand Emil Dinsen ind og erstattede de tidligere brugte BackingTrack's. Herefter reviderede bandet alle deres sange.

### 2009
-

## Gruppens Medlemmer
- Tue Anders Johansson (Lead Vokal)
- Nikolaj Lunding Kindtler (Trommer)
- Emil Kramhøft Dinsen (Keys)
- Anton Melby Bak (Guitar)
- Mads Donkin (Bas)

## Diskografi

### 2009
- Discharge

## Live

### 2008
24. oktober – Musikhuset Elværket 

30. oktober – Toldkammeret (spil dansk dagen)

### 2009
22. maj – Baunehøj Remissen (Den Flydende By Støttekoncert)

13. juni – Toldkammeret (support for Carpark North)

27. august – The Rock

5. September – Lades Kælder

6. November – Klauzdal 

10. December – Stubnitz